# British Leeward Islands
British Leeward Islands – dawna kolonia brytyjska, leżąca w północnej części Wysp Nawietrznych. Po polsku nazywana była Brytyjskimi Wyspami Podwietrznymi, co było nazewniczą pomyłką (ang. Leeward oznacza "zawietrzny", co ma znaczenie przeciwne do "podwietrzny") a także Brytyjskimi Wyspami Zawietrznymi.
Kolonię utworzono w 1833 z połączenia dwóch dotychczasowych kolonii brytyjskich, z których jedna obejmowała wyspy Antigua, Barbuda i Montserrat, zaś druga - Saint Christopher, Nevis, Anguilla i Wyspy Dziewicze. W 1871, po przyłączeniu Dominiki, Brytyjskie Wyspy Podwietrzne zostały przekształcone w federację kolonii.
W 1940 Dominika opuściła federację i weszła w skład British Windward Islands. W 1956 British Leeward Islands otrzymały status terytorium zamorskiego. W 1957 odłączono od nich Brytyjskie Wyspy Dziewicze. 3 stycznia 1958 Brytyjskie Wyspy Podwietrzne weszły w skład Federacji Indii Zachodnich.